# ارتسهاوزن
ارتسهاوزن (به آلمانی: Erzhausen) یک شهر در آلمان است که در دارمشتات-دیبورگ واقع شده‌است. ارتسهاوزن ۷٬۳۷۹ نفر جمعیت دارد.

## خواهرخوانده
شهر Mnichovo Hradiště خواهرخواندهٔ ارتسهاوزن هست.